# Событийный туризм в Тульской области
Событийный туризм в Тульской области — часть туризма в Тульской области, связанная с посещением каких-либо разовых или периодических событий, важных для определённой социальной группы либо отдельных индивидов. Событийный календарь региона является разнообразным и насыщенным: фольклорные фестивали, фестивали народных традиций, военноисторические реконструкции, ярмарки и литературно-песенные праздники. Можно выделить, такие направления фестивалей как традиционные, театральные, исторические, литературно-песенные и гастрономические.
В августе 2022 году Тульская область вошла в число победителей конкурса событийных мероприятий, который проводил Ростуризм в рамках нацпроекта «Туризм и индустрия гостеприимства». Регион участвовал в конкурсе с концепцией фестиваля «Оживший город», который должен пройти весной 2023 года. Он будет включать спектакли, концертные программы, танцевальные перформансы, выставки, музыкальные выступления и мастер-классы по разным творческим направлениям.

## Традиционные фестивали

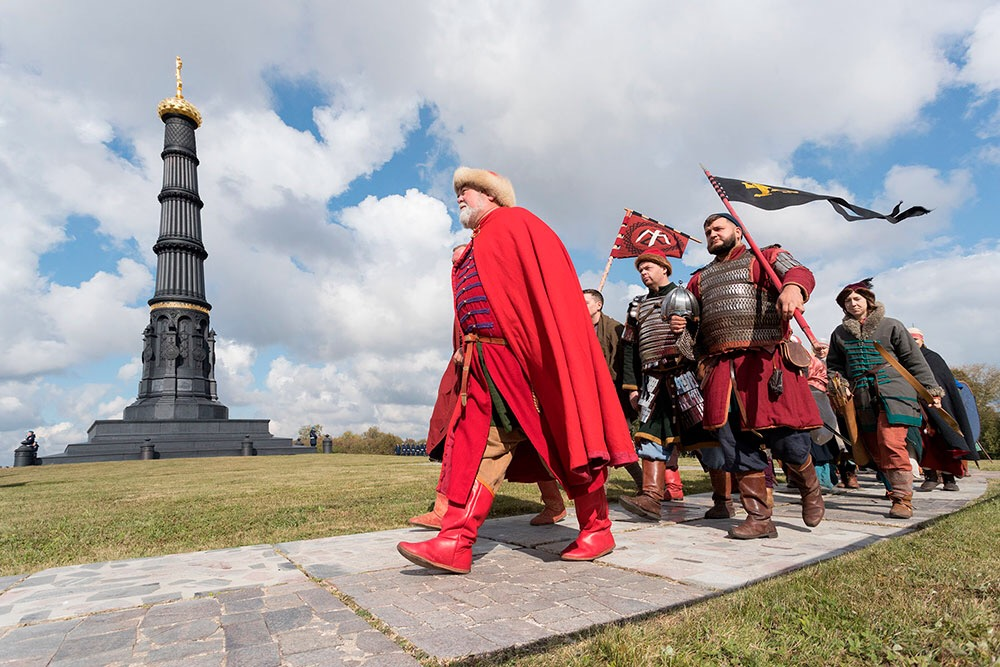
Фестиваль «Поле Куликово»

Международный военно-исторический фестиваль «Поле Куликово» проводится в рамках праздничных торжеств, посвященных годовщине Куликовской битвы, в третью неделю сентября с 1997 года. Территорией праздника является долина, где река Непрядва впадает в Дон у деревни Татинки. Главным событием мероприятия является театрализованные крупномасштабные сражения между русским и ордынским воинствами. В фестивале участвуют боле 300 военно-исторических коллективов.
В мае на Куликовом поле проходит фестиваль народных традиций «Былина». Здесь работают интерактивные площадки: «Смакуха», «Лукоморье», «Богатырская застава», «Школа Деда Наума и Бабушки Софьи», проводится конкурс фольклорных коллективов, и соревнования в умении играть в лапту.
Фестиваль Крапивы проводится с 2002 года в конце мая — начале июня в селе Крапивна Щёкинского района, когда появляется молодая крапива. В программу фестиваля входят крапивные бои, выставки, мастер-классы по традиционным ремеслам, выступления музыкантов в стиле этно и джаз. На фестивале можно узнать, как правильно готовить блюда из крапивы и как правильно их есть, попробовать крапивные пироги.
Исторический фестиваль народной культуры «Дедославль» проходит в селе Дедилово Киреевского района и представляет собой спектакли народного кукольного театра «Петрушка», ярмарку мастеров декоративно-прикладного искусства, выставку-продажу сельхозпроизводителей, выступления вокальных и хореографических коллективов.
Фестиваль игрушечных и гончарных промыслов «Сказки Деда Филимона» проводится в поселке Одоев, родине филимоновской игрушки, раз в 2 года. Его целью является привлечение внимания к Одоевскому району, как к одному из центров игрушечного промысла России. На центральной площади у здания музея «Филимоновская игрушка» организуется выставка-ярмарка традиционной глиняной и современной авторской игрушки, изделий гончарных промыслов, мастер-классы, конкурсы и культурно-развлекательная программа творческих коллективов Тульской области.
С 2012 года проводится областной фестиваль молодёжных фольклорных ансамблей «Молодо-зелено», на котором собираются исследователи и исполнители музыкального, игрового и танцевального фольклора Тульской области. В программе фестиваля — песни, хороводы, инструментальные наигрыши, игры и традиционные народные бытовые танцы. Завершается фестиваль традиционной «Тульской вечеркой», на которой гости могут окунуться в атмосферу традиционных игр и танцев под живое сопровождение гармони и балалайки.
В июле в самом маленьком историческом городе России — Чекалине, проходит межрегиональный фестиваль культурного содружества «Окский плёс». Он включает в себя выставки прикладного народного творчества, исторические реконструкции с интерактивной зоной, мастер-классы, соревнования по волейболу и футболу, а также выступления вокальных и хореографических коллективов. В рамках фестиваля организуется круглый стол с участием археологов, музейных работников и краеведов, посвящённый теме развития малых исторических городов Окского бассейна.
В конце августа в родовом имении семьи Толстых Никольское-Вяземское проводится историко-литературный фестиваль «Война и Мир», приуроченный ко дню рождения Льва Толстого. Фестиваль направлен на сохранение и популяризацию исторической памяти о жизни и творчестве великих русских литераторов, а также выявление и поддержку талантливых прозаиков и поэтов, популяризацию культурного досуга среди молодежи. На фестивале проходят мастер-классы по ткачеству, росписи ткани, изготовлению традиционных кукол, оберегов, экологического гобелена и открыток. Частью фестиваля является реконструкция от военно-исторических клубов сражений Отечественной войны 1812 года.
На территории Белёвского Спасо-Преображенского монастыря ежегодно в августе проходит фестиваль колокольного звона «Белёвский перезвон». Для гостей фестиваля проводятся мастер-классы по колокольному искусству, батике и интерьерной кукле, а также организуются выставки-продажи предметов народного творчества.

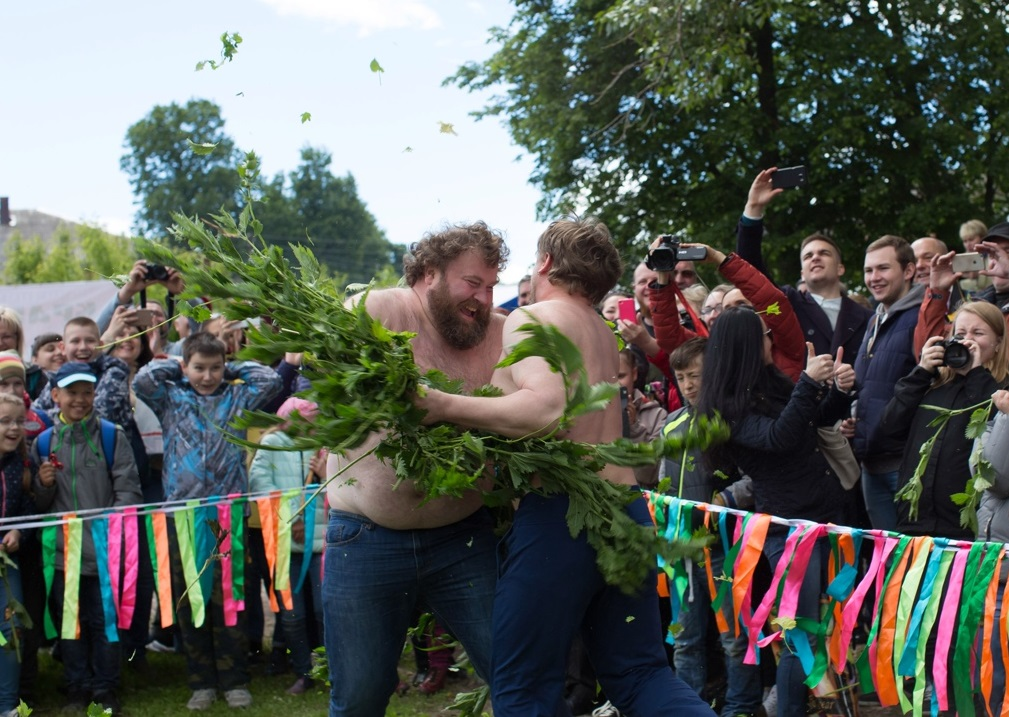
Фестиваль Крапивы
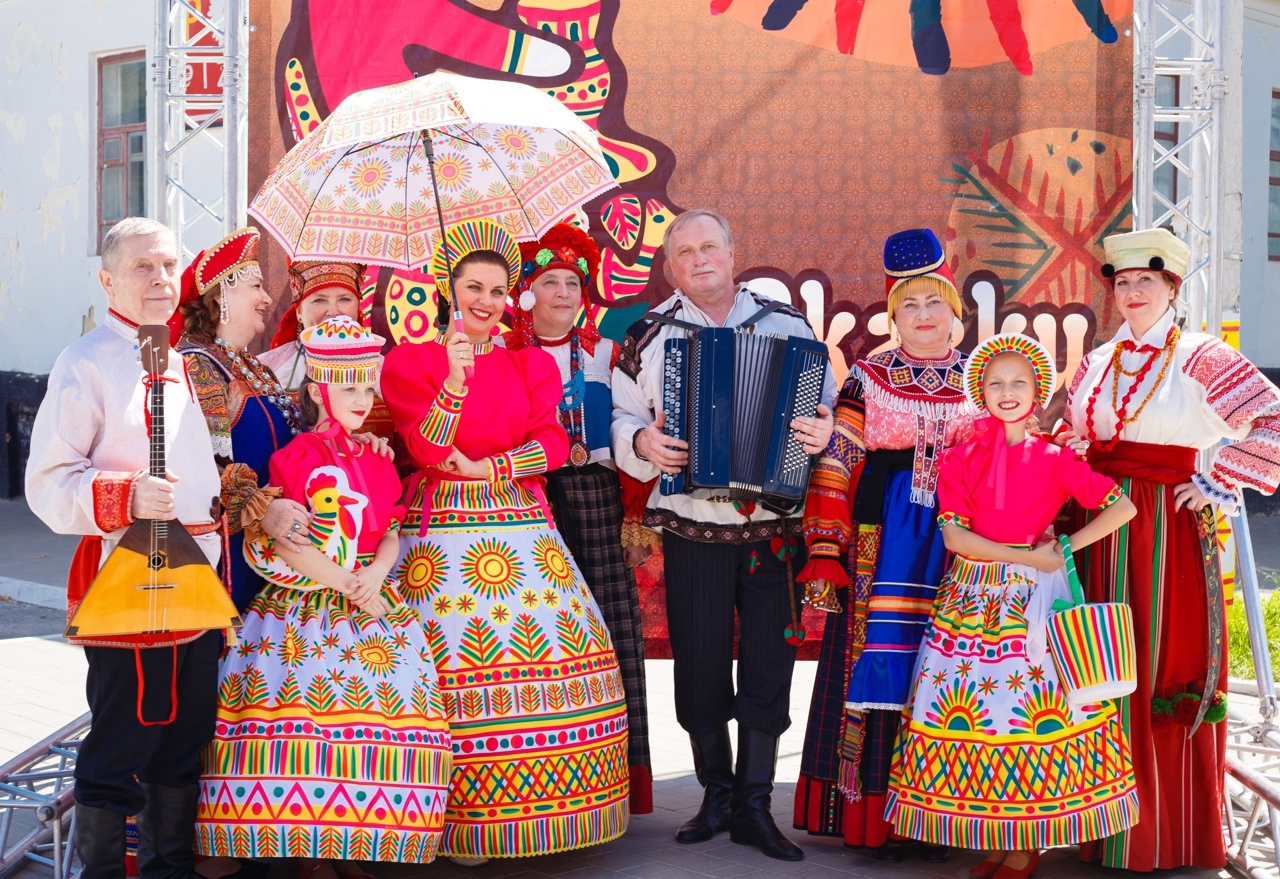
Фестиваль «Сказки Деда Филимона»
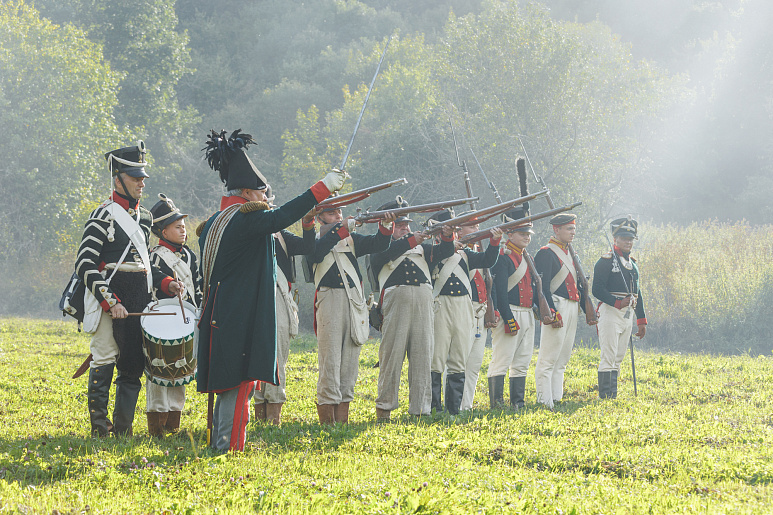
Фестиваль «Война и Мир»

## Театральные фестивали
Международный фестиваль уличных театров «Театральный дворик» проводится в Туле с 2008 года и является самым посещаемым ежегодным фестивалем города и области. Мероприятие проходит во второй половине лета сразу на нескольких площадках одновременно и длится 3 дня. Особенностью фестиваля является его интерактивность: организаторы привлекают к участию зрителей, которым предлагается поиграть на музыкальных инструментах, конструировать себе карнавальные костюмы, наносить грим на лицо, фехтовать, ассистировать клоунам во время цирковых номеров и участвовать в мим-спектаклях.
«Толстой» — это международный театрализованный фестиваль под открытым небом, который проводится 9 сентября в день рождения Льва Толстого с 2016 года. До 2019 года фестиваль проводился под названием «Толстой Weekend». Площадкой для мероприятия служит родовое имение Льва Николаевича «Ясная Поляна», где организуются постановки ведущих театров России своих интерпретации произведений Толстого. Программа фестиваля включает работы разных форматов: от традиционной драмы до спектаклей-променадов.
Фестиваль «Федотовская весна» представляет собой культурно-просветительское событийное мероприятие, направленное на популяризацию истории жизни и творчества Гликерии Федотовой, привлечение внимания к её усадьбе в селе Фёдоровка Ясногорского района как к объекту культурного наследия и развитие любительского театрального искусства в регионе.
С 2012 году в последнюю субботу лета во дворе музея Поленово идут спектакли «Театра на лужайке». В них участвуют сотрудники музея, члены семьи Поленовых, дачники и жители ближайших деревень. Данная театральная традиция заложена основателем музея более 120 лет назад.

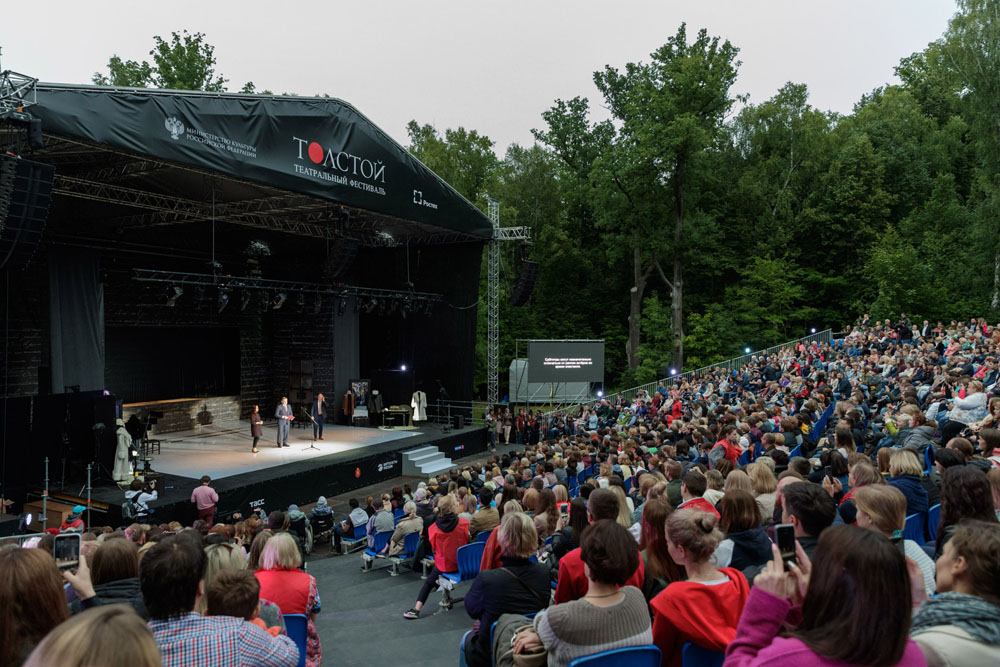
Фестиваль «Толстой»
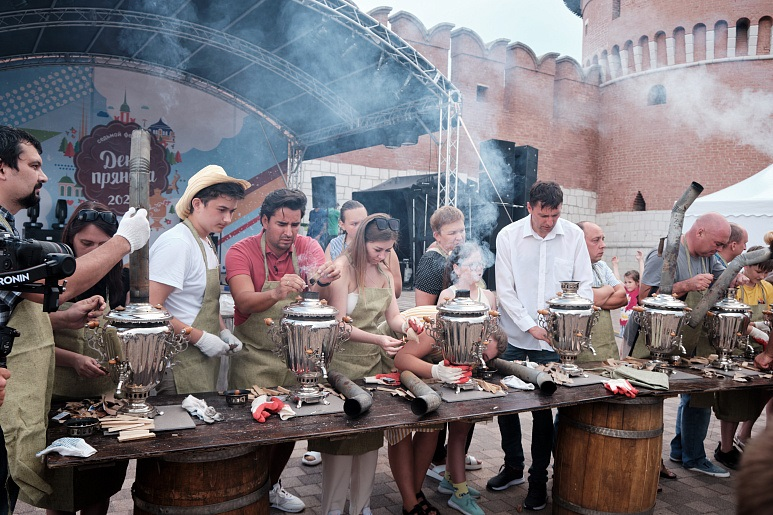
Фестиваль «День пряника»
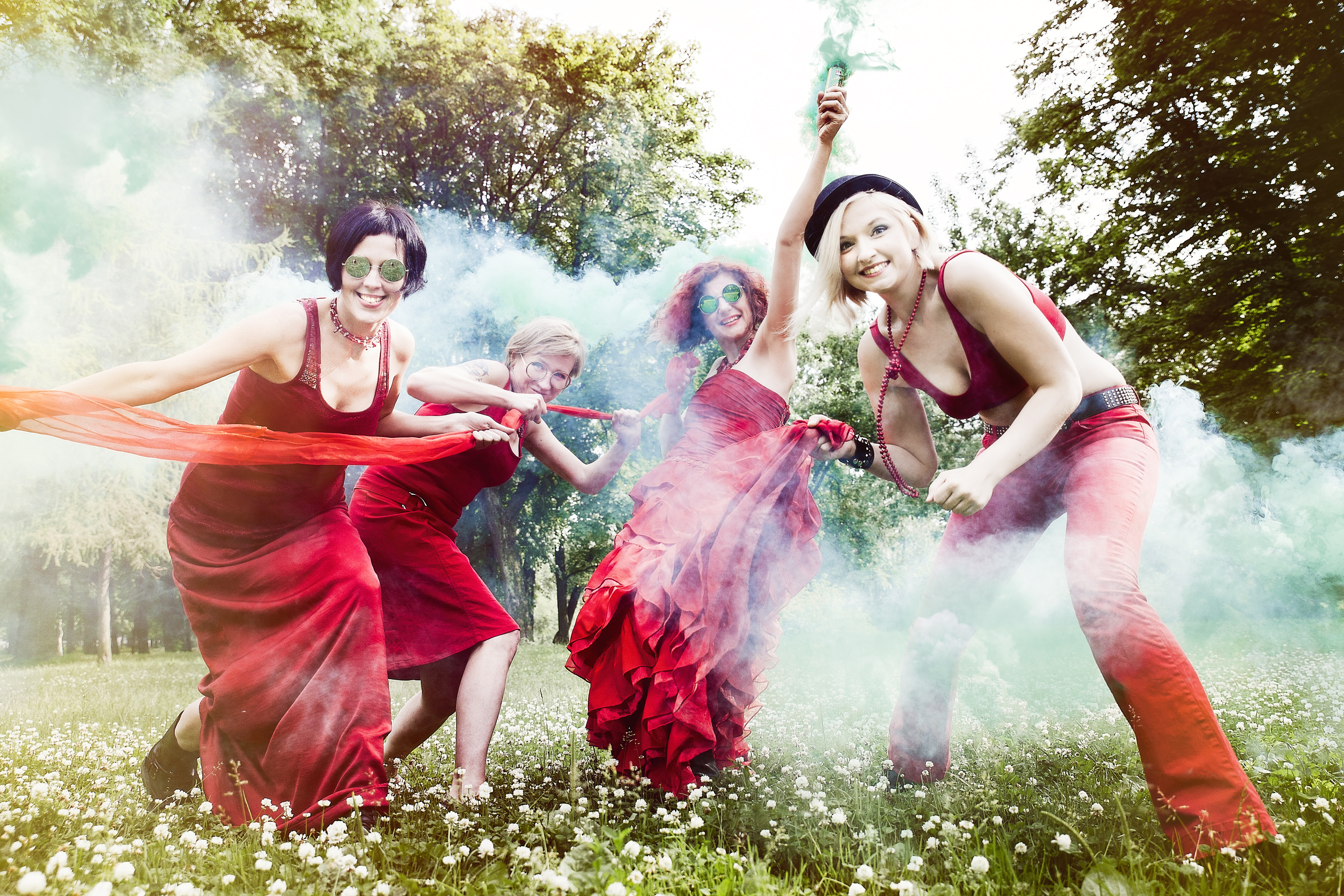
Фестиваль «Дикая мята»

## Литературно-песенные фестивали
Мультиформатный музыкальный фестиваль «Дикая мята» проводится в Бунырево Алексинского городского округа с 2015 года. Изначально проводился в течение одного дня и был посвящён этнике и world music, но с годами превратился в мультиформатное трёхдневное событие. С ростом фестиваля расширялся и его формат — теперь на сценах «Дикой мяты» представлены главные российские исполнители, мировые звёзды, герои инди-сцены, звучит электронная музыка, а также выступают молодые, только набирающие популярность музыканты.
В международном фольклорном фестивале «Двенадцать ключей», проходящем в деревне Свиридово Венёвского района, принимают участие профессиональные и любительские фольклорные коллективы из разных областей России, которые исполняют обрядовые песни и танцы. Также организуется ярмарка ремёсел традиционных видов: авторская жестяная и глиняная игрушка, белёвское кружево, лоскутное шитьё, тряпичные куклы, изделия в технике лозоплетения и берестяные работы.
Литературно-песенный праздник «Песни Бежина луга» проводится с 1983 года в музее-заповеднике Ивана Тургенева «Бежин луг» с целью сохранения традиций, возрождения интереса к фольклору, популяризации классической литературы, сохранения памятников культуры и истории в Чернском районе. Его участниками становятся самодеятельные фольклорные, эстрадные, хореографические коллективы Тульской, Московской, Орловской областей.

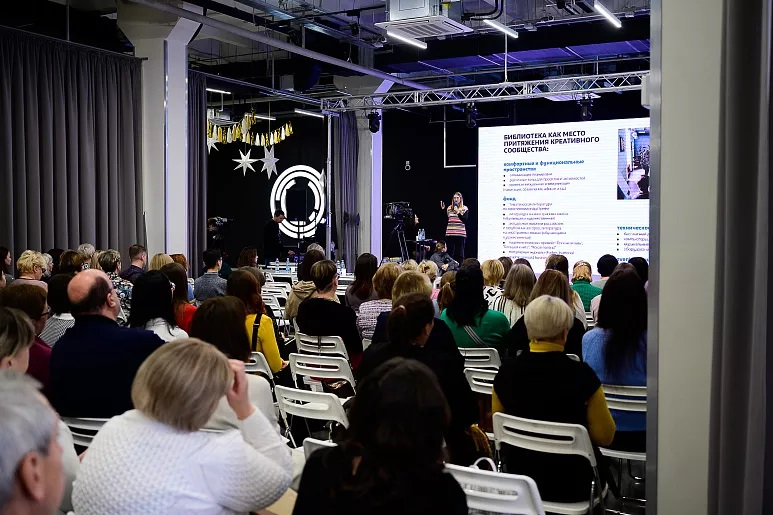
Фестиваль библиотечной культуры «Гутенберг отдыхает»

Праздник «К Буниным в Ефремов в Троицын день…» включает в себя работу детских игровых площадок, мастер-классы, литературные чаепития, пленэры, выставки старинных самоваров,
катание на лошадях, разнообразную концертную программу.
Фестиваль «Тула Пасхальная» проводится по благословению митрополита Тульского и Ефремовского Алексия с 2016 года. Он является проектом Тульской областной филармонии, который реализуется совместно с Тульской епархией и при поддержке Министерства культуры области. В нём принимают участие учащихся детских музыкальных школ и школ искусств Тульской области, студенческие хоры, церковные ансамбли и Тульский государственный хор.
В мае в Туле проводится Всероссийский фестиваль-конкурс традиционной народной культуры «Тульский заиграй», который собирает фольклорные коллективы из разных регионов России, представляющих локальные традиции родных мест. В программах коллективов исполнение календарных, лирических, протяжных, плясовых и вечерочных песен. Помимо вокального творческого проводятся мастер-классы по изготовлению тульского пряника, ткачестве, росписи филимоновской игрушки, стрельбе из лука и исполнении частушек.
С 2021 года в творческом индустриальном кластере «Октава» проходит ежегодный фестиваль библиотечной культуры «Гутенберг отдыхает». Фестиваль нацелен на сотрудников библиотек Тулы и Тульской области, всех интересующихся развитием современных библиотек и культурных пространств, а также инновационных разработок в сфере популяризации чтения. Особое внимание уделяется привлечению в библиотеки молодёжи и, в частности, использованию такого инструмента как «Пушкинская карта».

## Гастрономические фестивали

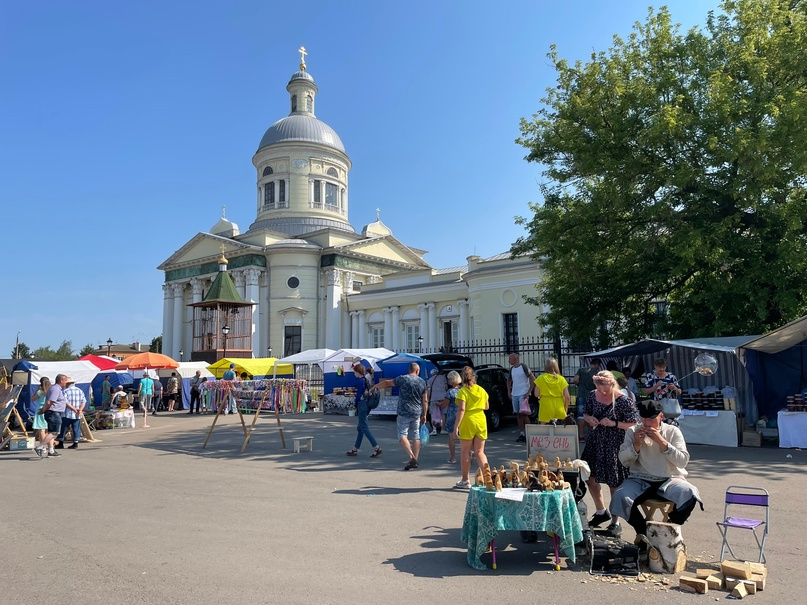
Епифанская ярмарка

В канун Медового Спаса в селе Епифань Кимовского района проходит ярмарка на главной площади, которая включает в себя выставку-продажу изделий декоративно-прикладного искусства, ярмарку мёда, мастер-классы народных мастеров, забавы в старинных купеческих и казачьих традициях. Особое место на Епифанской ярмарке отводится казачьим традициям. Главной целью проведения Епифанской ярмарки является знакомство гостей с местными народными промыслами, их продажа, налаживание торговых отношений.
С 2016 года каждый август в Туле проводится межрегиональный гастрономический фестиваль «День пряника». Фестиваль с 2018 года входит в Национальный календарь событий, регулярно становится победителем и призёром профессиональных конкурсов в сфере событийного и культурно-познавательного туризма. Производители пряников и мастера-кондитеры знакомят посетителей с особенностями их изготовления, народными традициями, обычаями и обрядами, связанными с их употреблением.
Фестиваль «Венёвская баранка» проводится в городе Венёв и призван способствовать возрождению традиционного хлебопекарного промысла — булочки «Венёвки» в форме буквы «В». На фестивале проходят массовые гуляния, выступления артистов народной музыки, работет ярмарки и выставки-продажи мастеров декоративно-прикладных изделий, театрализованные представления, где можно отведать знаменитую.
Каждый август в городе Белёве проходит гастрономический фестиваль «Яблочное чудо». В рамках праздника — выставка-продажа яблок и продукции на их основе, дегустация пастилы разных производителей, а также образовательная программа для садоводов, мастер-классы, игры и конкурсы.
К гастрономическим фестивалям также можно отнести и международный фестиваль Крапивы в селе Крапивна Щёкинского района. В основе фестиваля лежат именно местные фольклорные традиции и ремесла. Гости фестиваля имеют возможность попробовать угощения из крапивы, среди которых наиболее популярны пирожки с крапивой.

## Отменённые фестивали

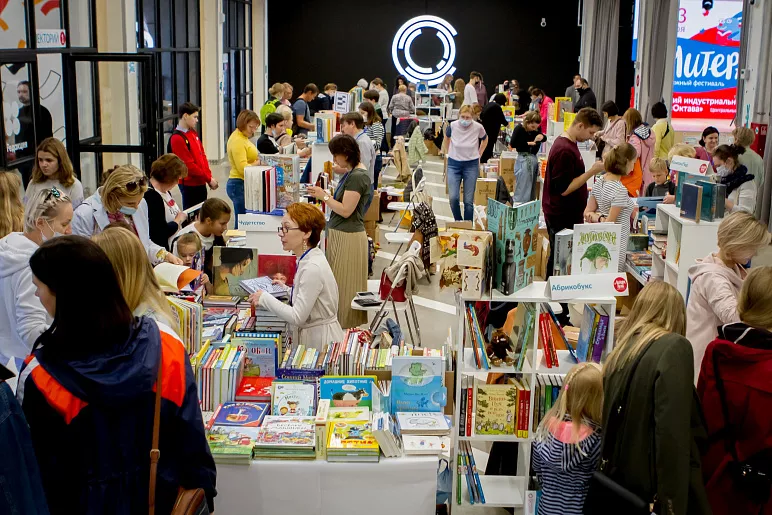
Фестиваль «ЛитераТула»

С 2016 года в Туле проводился трехдневный фестиваль о современной детской и подростковой литературе «ЛитераТула», программа которого включала публичные лекции, мастер-классы, выставки, книжную ярмарку, спектакли, встречи с писателями, иллюстраторами и специалистами по детскому чтению. В 2021 году фестиваль должен был пройти с 3 по 5 сентября при поддержке Президентского фонда культурных инициатив, правительства Тульской области и кластера «Октава», но Министерство культуры Тульской области и Управление Роспотребнадзора по Тульской области сочли это нецелесообразным и «ЛитераТулу» перенесли. В 2022 году Министерство культуры Тульской области не рекомендовало фестиваль к проведению кластеру «Октава» из-за репутационных рисков. По сообщению Ирины Рочевой, одного из организаторов фестиваля, ими не были соблюли сроки подачи программы и списка спикеров на согласование и утверждение из-за сжатых сроков подготовки.
Осенью 2022 года кластер «Октава» подал иск на организатора фестиваля Ирину Рочеву и потребовал с неё порядка 827 000 рублей (аванс по договору от 30 января 2020 года в размере 770 000 рублей, а также проценты, «набежавшие» за период с 31 декабря 2021 по 1 августа 2022 год, — это ещё 57 380 рублей). При этом, по словам организаторов, в 2021 году фестиваль отменили, когда уже были оплачены билеты более чем 90 спикерам, гостиницы, футболки, афиши, новый сайт, пиар-работа, около 100 публикаций. На суде сторона защита заявила о том, что Управление Роспотребнадзора по Тульской в своем письме фактически запретило Ирине Рочевой проведение запланированного фестиваля и предупредило об административной, так и уголовной ответственности в случае его проведения. 30 июня 2023 года Центральный районный суд Тулы частично удовлетворил требования «Октавы», обязав Ирину Рочеву выплатить спонсору за несостоявшийся фестиваль и не оказанные рекламные услуги 521 тысячу рублей. При этом сама Рочева весной 2022 года покинула Россию, заявив, что проект фестиваля закрыт.